# 2013-as Formula–1 brit nagydíj
A brit nagydíj volt a 2013-as Formula–1 világbajnokság nyolcadik futama, amelyet 2013. június 28. és június 30. között rendeztek meg az angliai Silverstone-ban.

## Szabadedzések

### Első szabadedzés
A brit nagydíj első szabadedzését június 28-án, pénteken délelőtt tartották. Az esős időben sok pilóta nem ment ki a vizes pályára. Pár pilóta csak pár kört tett meg a silverstone-i aszfaltcsíkon amin később már állt a víz. A leggyorsabb Daniel Ricciardo volt a Toro Rosso-val. Volt, aki rosszul járt az esővel: a Force India tesztpilótája, James Rossiter elvileg vezetett volna, de a rá kiosztott munkához száraz pálya kellett volna, így végül nem kapott lehetőséget a vezetésre. Az esős és csúszós pályán Charles Pic a Club kanyart nem tudta bevenni így a gumifalba csúszott.
| helyezés | versenyző           | csapat/motor         | elért idő  | különbség | futott kör |
| -------- | ------------------- | -------------------- | ---------- | --------- | ---------- |
| 1        | Daniel Ricciardo    | Toro Rosso-Ferrari   | 1:54,249   | -         | 10         |
| 2        | Nico Hülkenberg     | Sauber-Ferrari       | 1:55,033   | +0,784    | 7          |
| 3        | Pastor Maldonado    | Williams-Renault     | 1:55,354   | +1,105    | 7          |
| 4        | Lewis Hamilton      | Mercedes             | 1:55,458   | +1,209    | 5          |
| 5        | Esteban Gutiérrez   | Sauber-Ferrari       | 1:55,825   | +1,576    | 9          |
| 6        | Valtteri Bottas     | Williams-Renault     | 1:56,361   | +2,112    | 7          |
| 7        | Jean-Éric Vergne    | Toro Rosso-Ferrari   | 1:57,891   | +3,642    | 4          |
| 8        | Giedo van der Garde | Caterham-Renault     | 1:58,859   | +4,610    | 6          |
| 9        | Max Chilton         | Marussia-Cosworth    | 1:59,719   | +5,470    | 7          |
| 10       | Jules Bianchi       | Marussia-Cosworth    | 1:59,876   | +5,627    | 8          |
| 11       | Felipe Massa        | Ferrari              | 2:06,534   | +12.285   | 6          |
| 12       | Nico Rosberg        | Mercedes             | idő nélkül |           | 3          |
| 13       | Paul di Resta       | Force India-Mercedes | idő nélkül |           | 4          |
| 14       | Romain Grosjean     | Lotus-Renault        | idő nélkül |           | 1          |
| 15       | Jenson Button       | McLaren-Mercedes     | idő nélkül |           | 1          |
| 16       | Adrian Sutil        | Force India-Mercedes | idő nélkül |           | 4          |
| 17       | Fernando Alonso     | Ferrari              | idő nélkül |           | 4          |
| 18       | Mark Webber         | Red Bull-Renault     | idő nélkül |           | 1          |
| 19       | Sergio Pérez        | McLaren-Mercedes     | idő nélkül |           | 1          |
| 20       | Charles Pic         | Caterham-Renault     | idő nélkül |           | 3          |
| 21       | Sebastian Vettel    | Red Bull-Renault     | idő nélkül |           | 4          |
| 22       | Kimi Räikkönen      | Lotus-Renault        | idő nélkül |           | 0          |

### Második szabadedzés
A brit nagydíj második szabadedzését június 28-án, pénteken délután tartották. Az eső az első szabadedzés után elállt ugyan, de a pálya nem száradt fel, így átmeneti esőgumival indult el mindenki körözni. A pálya folyamatos száradásával a slickekre álltak át a pilóták. A folytatásban a Pirelli által módosított, új ragasztású kísérleti kemény keverékeket tették föl, majd jöttek a lágyabb, közepes gumik. Az edzés utolsó szakaszában pedig mindenki kemény keveréken ment ki a pályára. Felipe Massa azonban már 20 perccel a kezdés után összetörte a Ferrarit a Stowe kanyarban, miután ráhajtott egy nedvesebb foltra.
A már felszáradt pályán, közepes keveréken Nico Rosberg volt a leggyorsabb. A Red Bull pilótái is az él közelében zárták a pénteket. Mark Webber három, Sebastian Vettel négytized másodpercet kapott a mercedeses német pilótától. Mögöttük Paul di Resta végzett a Force India-val és Lewis Hamilton a másik Mercedes-szel, a legjobb 10 második felébe pedig a két Toro Rosso-s, Adrian Sutil, Romain Grosjean és Fernando Alonso került.
Az edzés után többeket is büntettek: Valtteri Bottas 69 km/h-val ment a bokszutcában a megengedett 60 helyett, ezért 1000 euróra büntették a csapatát. Hamilton és Räikkönen pedig megrovást kapott az edzés után.
| helyezés | versenyző           | csapat/motor         | elért idő | különbség | futott kör |
| -------- | ------------------- | -------------------- | --------- | --------- | ---------- |
| 1        | Nico Rosberg        | Mercedes             | 1:32,248  | -         | 33         |
| 2        | Mark Webber         | Red Bull-Renault     | 1:32,547  | +0,299    | 26         |
| 3        | Sebastian Vettel    | Red Bull-Renault     | 1:32,680  | +0,432    | 31         |
| 4        | Paul di Resta       | Force India-Mercedes | 1:32,832  | +0,584    | 34         |
| 5        | Lewis Hamilton      | Mercedes             | 1:32,911  | +0,663    | 28         |
| 6        | Daniel Ricciardo    | Toro Rosso-Ferrari   | 1:33,171  | +0,923    | 34         |
| 7        | Jean-Éric Vergne    | Toro Rosso-Ferrari   | 1:33,290  | +1,042    | 38         |
| 8        | Adrian Sutil        | Force India-Mercedes | 1:33,313  | +1,065    | 34         |
| 9        | Romain Grosjean     | Lotus-Renault        | 1:33,322  | +1,074    | 38         |
| 10       | Fernando Alonso     | Ferrari              | 1:33,494  | +1,246    | 32         |
| 11       | Jenson Button       | McLaren-Mercedes     | 1:33,740  | +1,492    | 29         |
| 12       | Nico Hülkenberg     | Sauber-Ferrari       | 1:33,896  | +1,648    | 36         |
| 13       | Kimi Räikkönen      | Lotus-Renault        | 1:34,120  | +1,872    | 30         |
| 14       | Sergio Pérez        | McLaren-Mercedes     | 1:34,130  | +1,882    | 29         |
| 15       | Esteban Gutiérrez   | Sauber-Ferrari       | 1:34,998  | +2,750    | 32         |
| 16       | Valtteri Bottas     | Williams-Renault     | 1:35,070  | +2,822    | 29         |
| 17       | Pastor Maldonado    | Williams-Renault     | 1:35,127  | +2,879    | 35         |
| 18       | Jules Bianchi       | Marussia-Cosworth    | 1:35,802  | +3,554    | 27         |
| 19       | Giedo van der Garde | Caterham-Renault     | 1:35,984  | +3,736    | 32         |
| 20       | Charles Pic         | Caterham-Renault     | 1:36,079  | +3,831    | 35         |
| 21       | Max Chilton         | Marussia-Cosworth    | 1:37,329  | +5,081    | 33         |
| 22       | Felipe Massa        | Ferrari              | 1:43,466  | +11,218   | 7          |

### Harmadik szabadedzés
A brit nagydíj harmadik szabadedzését június 29-én, szombaton délelőtt tartották.
| helyezés | versenyző           | csapat/motor         | elért idő | különbség | futott kör |
| -------- | ------------------- | -------------------- | --------- | --------- | ---------- |
| 1        | Nico Rosberg        | Mercedes             | 1:31,487  | -         | 18         |
| 2        | Lewis Hamilton      | Mercedes             | 1:31,633  | +0,146    | 20         |
| 3        | Sebastian Vettel    | Red Bull-Renault     | 1:32,037  | +0,550    | 20         |
| 4        | Mark Webber         | Red Bull-Renault     | 1:32,078  | +0,591    | 17         |
| 5        | Romain Grosjean     | Lotus-Renault        | 1:32,391  | +0,904    | 18         |
| 6        | Daniel Ricciardo    | Toro Rosso-Ferrari   | 1:32,440  | +0,953    | 19         |
| 7        | Fernando Alonso     | Ferrari              | 1:32,454  | +0,967    | 18         |
| 8        | Kimi Räikkönen      | Lotus-Renault        | 1:32,459  | +0,972    | 22         |
| 9        | Adrian Sutil        | Force India-Mercedes | 1:32,536  | +1,049    | 17         |
| 10       | Paul di Resta       | Force India-Mercedes | 1:32,571  | +1,084    | 17         |
| 11       | Jean-Éric Vergne    | Toro Rosso-Ferrari   | 1:32,580  | +1,093    | 15         |
| 12       | Jenson Button       | McLaren-Mercedes     | 1:32,926  | +1,439    | 18         |
| 13       | Pastor Maldonado    | Williams-Renault     | 1:33,133  | +1,646    | 17         |
| 14       | Nico Hülkenberg     | Sauber-Ferrari       | 1:33,225  | +1,738    | 16         |
| 15       | Felipe Massa        | Ferrari              | 1:33,273  | +1,786    | 16         |
| 16       | Valtteri Bottas     | Williams-Renault     | 1:33,309  | +1,822    | 25         |
| 17       | Esteban Gutiérrez   | Sauber-Ferrari       | 1:33,370  | +1,883    | 19         |
| 18       | Sergio Pérez        | McLaren-Mercedes     | 1:33,607  | +2,120    | 9          |
| 19       | Charles Pic         | Caterham-Renault     | 1:34,971  | +3,484    | 18         |
| 20       | Jules Bianchi       | Marussia-Cosworth    | 1:34,990  | +3,503    | 17         |
| 21       | Max Chilton         | Marussia-Cosworth    | 1:36,694  | +5,207    | 16         |
| 22       | Giedo van der Garde | Caterham-Renault     | 1:37,443  | +5,956    | 18         |

## Időmérő edzés
A brit nagydíj időmérő edzését június 29-én, szombaton futották.
| helyezés              | rajtszám | versenyző           | csapat/motor         | 1. rész  | 2. rész  | 3. rész  | rajthely |
| --------------------- | -------- | ------------------- | -------------------- | -------- | -------- | -------- | -------- |
| 1                     | 10       | Lewis Hamilton      | Mercedes             | 1:30,995 | 1:31,224 | 1:29,607 | 1        |
| 2                     | 9        | Nico Rosberg        | Mercedes             | 1:31,355 | 1:31,028 | 1:30,059 | 2        |
| 3                     | 1        | Sebastian Vettel    | Red Bull-Renault     | 1:31,559 | 1:30,990 | 1:30,211 | 3        |
| 4                     | 2        | Mark Webber         | Red Bull-Renault     | 1:31,605 | 1:31,002 | 1:30,220 | 4        |
| 5                     | 14       | Paul di Resta       | Force India-Mercedes | 1:32,062 | 1:31,291 | 1:30,736 | 21[1]    |
| 6                     | 19       | Daniel Ricciardo    | Toro Rosso-Ferrari   | 1:32,097 | 1:31,182 | 1:30,757 | 5        |
| 7                     | 15       | Adrian Sutil        | Force India-Mercedes | 1:32,002 | 1:31,097 | 1:30,908 | 6        |
| 8                     | 8        | Romain Grosjean     | Lotus-Renault        | 1:31,466 | 1:31,530 | 1:30,955 | 7        |
| 9                     | 7        | Kimi Räikkönen      | Lotus-Renault        | 1:31,400 | 1:31,592 | 1:30,962 | 8        |
| 10                    | 3        | Fernando Alonso     | Ferrari              | 1:32,266 | 1:31,387 | 1:30,979 | 9        |
| 11                    | 5        | Jenson Button       | McLaren-Mercedes     | 1:31,979 | 1:31,649 |          | 10       |
| 12                    | 4        | Felipe Massa        | Ferrari              | 1:32,241 | 1:31,779 |          | 11       |
| 13                    | 18       | Jean-Éric Vergne    | Toro Rosso-Ferrari   | 1:32,105 | 1:31,785 |          | 12       |
| 14                    | 6        | Sergio Pérez        | McLaren-Mercedes     | 1:31,953 | 1:32,082 |          | 13       |
| 15                    | 11       | Nico Hülkenberg     | Sauber-Ferrari       | 1:32,168 | 1:32,211 |          | 14       |
| 16                    | 16       | Pastor Maldonado    | Williams-Renault     | 1:32,512 | 1:32,359 |          | 15       |
| 17                    | 17       | Valtteri Bottas     | Williams-Renault     | 1:32,664 |          |          | 16       |
| 18                    | 12       | Esteban Gutiérrez   | Sauber-Ferrari       | 1:32,666 |          |          | 17       |
| 19                    | 20       | Charles Pic         | Caterham-Renault     | 1:33,866 |          |          | 18       |
| 20                    | 22       | Jules Bianchi       | Marussia-Cosworth    | 1:34,108 |          |          | 19       |
| 21                    | 21       | Giedo van der Garde | Caterham-Renault     | 1:35,481 |          |          | 22[2]    |
| 22                    | 23       | Max Chilton         | Marussia-Cosworth    | 1:35,858 |          |          | 20       |
| 107%-os idő: 1:37,364 |          |                     |                      |          |          |          |          |

Megjegyzés
- ↑ 1:  Paul di Resta autója nem érte el a minimum 642 kg-os súlyt ezért a rajtrács végére küldték.[4]
- ↑ 2:  Giedo van der Garde 5 helyes rajtbüntetést kapott az előző versenyen okozott elkerülhető balesetért, ezenkívül még egy 5 helyes rajtbüntetést kapott váltócsere miatt.

## Futam
A brit nagydíj futamát június 30-án, vasárnap rendezték. A nagy meleg (21 °C levegő 31 °C-os aszfalthőmérséklet) miatt szélsőséges körülmények miatt számítani lehetett a zavaros körülményekre. Az első sorból Hamilton és Rosberg, a másodikból Vettel és Webber indult, az 5. rajtkocka Daniel Ricciardóé volt, Räikkönen csak a 8., Alonso a 9. helyről várta a rajtot. A startot Hamilton tökéletesen elkapta, Vettel megelőzte Rosberget. Webber és Grosjean összeakadt az első kanyarban így az ausztrál jelentősen visszaesett. Alonso is hátrébb került, de gyorsan visszaelőzte Buttont, majd Grosjean mellett is elment.
A 3. körre a sorrend Hamilton, Vettel, Rosberg, Sutil, Massa, Räikkönen, Ricciardo, Alonso, Grosjean és Button volt a top10-ben. Button a 6-7 körben fokozatosan panaszkodott a gumik túlmelegedésére. Ezután Sergio Pérez elment mellette majd később Webber is lehagyta az angol pilótát.
Az őrület a 8. körben kezdődött amikor a vezető helyen haladó Lewis Hamilton bal hátsó kereke eldurrant és darabjaira hullott az Arena és a Brooklands kanyar közötti egyenesben. A vezető helyet Vettel szerezte megy. Két kört sem kellett tovább várni Felipe Massát is utol érte a végzet, ugyanúgy a bal hátsó kereke ugyanúgy szétdurrant mint Hamiltonnak, de Massa még ki is pördült az esetet követően az Arena kanyarban. Ugyanakkor - valószínűleg a defektek láttán - három-négy körön belül mindenki más kiment kereket cserélni a defektet szenvedők mellett. A bokszutcai roham után, a 15. körben a Vettel vezetett, mögötte Rosberg, Sutil, Alonso, Vergne, Räikkönen, Grosjean, Ricciardo, Perez, Webber volt a pontszerző helyeken. A 15. kör végén rádiós utasításra Romain Grosjean elengedte Räikkönent a 2010-es német nagydíjon történt Felipe Massa, Fernando Alonso helycseréhez hasonlóan. A defekt-cirkusz folytatódott amikor a két Lotus helycseréjét Räikkönen és Grosjean elvégezte, első sorból nézték végig, hogy az előttük haladó Vergne bal hátsó kereke Hamiltonhoz és Massához hasonló módon megadta magát a 16 körben a Stowe kanyar előtt. A törmelékre hivatkozva beküldték a biztonsági autót. Az őrület után a csapatok figyelmeztették a pilótákat hogy kerüljék a kerékvetőket. A vezető Vettelnek azt mondták, az ő lecserélt bal hátsója is rossz állapotban volt, nem volt vele egyedül, másoknál a friss szettekkel is bajok voltak.
A biztonsági autó a 22. körre hagyta el a pályát, az újrarajtolás után Vettel állt az élen, Rosberg, Sutil, Alonso, Räikkönen, Grosjean, Ricciardo, Webber, Perez és Button volt a top10-ben. A 27. körben Ricciardo, majd egy körrel később Webber is megelőzte Grosjeant, közben Alonso egyre közelebb került a 3. helyen haladó Sutilhoz. Räikkönen a 30. körben kereket cserélt, majd csapattársa, valamint Alonso és Webber is követte.
Az újabb események a 42. körben és utána következtek be a kerékcseréket leszámítva. Vettel autója ugyanis a célegyenes előtti kanyarkombinációban lelassult és meg is állt váltóhiba miatt. Rosberg vette át a vezetést. A Red Bull leállása miatt beküldték a biztonsági autót. A biztonsági autó a 46. körben távozott a pályáról. Az újabb események a biztonsági autó levonulása után kezdődtek. A verseny további részében Mark Webber, Hamilton és Alonso is folyamatos előzésekbe kezdtek.
Perez bal hátsója a 47. körben durrant el akárcsak Hamiltonnak, Massának és Vergne-nek. Így ez volt a futamon a negyedik defekt. Visszatért a bokszba kereket cserélni, de nem tudta folytatni a versenyt. Két körrel a vége előtt Rosberg, Webber, Räikkönen, Alonso, Hamilton, Sutil, Massa, Ricciardo, di Resta és Hülkenberg volt az első tízben. Alonso az utolsó előtti körben Kimi Räikkönent is megelőzte, a régi gumikon a finn aztán Hamilton ellen sem tudott védekezni.
Webber ugyan már Rosberg nyakában volt, de a mercedesest már nem tudta befogni, így a német megszerezte idei második, pályafutása harmadik F1-es futamgyőzelmét az őrült siverstone-i versenyen. Alonso futott be harmadikként.
| helyezés | rajtszám | versenyző           | csapat/motor         | futott kör | idő/kiesés oka   | rajthely | pont |
| -------- | -------- | ------------------- | -------------------- | ---------- | ---------------- | -------- | ---- |
| 1        | 9        | Nico Rosberg        | Mercedes             | 52         | 1:32:59,456      | 2        | 25   |
| 2        | 2        | Mark Webber         | Red Bull–Renault     | 52         | +0,765           | 4        | 18   |
| 3        | 3        | Fernando Alonso     | Ferrari              | 52         | +7,124           | 9        | 15   |
| 4        | 10       | Lewis Hamilton      | Mercedes             | 52         | +7,756           | 1        | 12   |
| 5        | 7        | Kimi Räikkönen      | Lotus–Renault        | 52         | +11,257          | 8        | 10   |
| 6        | 4        | Felipe Massa        | Ferrari              | 52         | +14,573          | 11       | 8    |
| 7        | 15       | Adrian Sutil        | Force India–Mercedes | 52         | +16,335          | 6        | 6    |
| 8        | 19       | Daniel Ricciardo    | Toro Rosso–Ferrari   | 52         | +16,543          | 5        | 4    |
| 9        | 14       | Paul di Resta       | Force India–Mercedes | 52         | +17,943          | 21       | 2    |
| 10       | 11       | Nico Hülkenberg     | Sauber–Ferrari       | 52         | +19,709          | 14       | 1    |
| 11       | 16       | Pastor Maldonado    | Williams–Renault     | 52         | +21,135          | 15       |      |
| 12       | 17       | Valtteri Bottas     | Williams–Renault     | 52         | +25,094          | 16       |      |
| 13       | 5        | Jenson Button       | McLaren–Mercedes     | 52         | +25,969          | 10       |      |
| 14       | 12       | Esteban Gutiérrez   | Sauber–Ferrari       | 52         | +26,285          | 17       |      |
| 15       | 20       | Charles Pic         | Caterham–Renault     | 52         | +31,613          | 18       |      |
| 16       | 22       | Jules Bianchi       | Marussia–Cosworth    | 52         | +36,097          | 19       |      |
| 17       | 23       | Max Chilton         | Marussia–Cosworth    | 52         | +67,660          | 20       |      |
| 18       | 21       | Giedo van der Garde | Caterham–Renault     | 52         | +67,759          | 22       |      |
| 19       | 8        | Romain Grosjean     | Lotus–Renault        | 51         | baleseti sérülés | 7        |      |
| 20       | 6        | Sergio Pérez        | McLaren–Mercedes     | 46         | defekt           | 13       |      |
| ki       | 1        | Sebastian Vettel    | Red Bull–Renault     | 41         | sebességváltó    | 3        |      |
| ki       | 18       | Jean-Éric Vergne    | Toro Rosso–Ferrari   | 35         | defekt           | 12       |      |

## A futam után
A versenyt beárnyékolta hogy gyors egymás utánban 3 pilóta is defektet kapott amely során mind a közepes mind pedig a kemény keverékű Pirelli gumi szétdurrant és darabjaira hullott a pálya leggyorsabb részeinek féktávján. A Pirelli motorsport-igazgatóját, Paul Hemberyt is meglepték az események hiszen senki nem számított ilyen tömeges, sorozatban bekövetkezett defektekre.
Hembery szerint egy eddig nem látott hibáról lehetett szó, de alaposan ki kell elemezni a történteket. Lewis Hamilton, Felipe Massa, Jean-Éric Vergne bal hátsó kereke szinte egymás után sorozatban, Sergio Pérez autóján pedig az utolsó körökben durrant el a Pirelli gumija.
A verseny után a McLaren két pilótája, Perez és Jenson Button, valamint a Mercedes pilótája Lewis Hamilton is úgy fogalmazott, elfogadhatatlan, ami történt. A verseny korai fázisában bejátszott rádióbeszélgetések szerint a kerékvetők is okozhatták a problémákat, többek között Vettelt is arra kérték, hogy tartsa távol magát tőlük.
A futamon látott 4 defekt mellé Pérez harmadik szabadedzésén történt defektje is pluszba jön ezen esetek mellé így a hétvégén öt defektre került sor amiből Pérez a fent említett szabadedzésen történt defektje mellé a versenyen is elszenvedett egyet. Ráadásul Pérez utolsó defektjénél centiken múlt hogy Alonsot eltalálja a leszakadó futófelület. Felipe Massa ráadásul az eset miatt nagyon balszerencsésnek tartja magát hiszen ahogy fogalmazott: ha nem történik meg vele az eset, akár dobogóra is állhatott volna. Ráadásul Mercedes-csapat elnöke, a korábbi F1-es pilóta, Niki Lauda is életveszélyesnek nevezte a gumikat.
A futam alatt, a takarítás idejére ugyan bement a biztonsági autó, de az F1 állandó versenyigazgatója, Charlie Whiting még drasztikusabb lépést is fontolgatott, miszerint megfordult a fejében hogy akár piros zászlóval is megszakítsák a futamot. A pilóták bejelentették hogy ha a Pirelli nem változtat a gumikon akkor a 2005-ös amerikai nagydíjhoz hasonlóan bojkottálnák a németországi futamot amire nem kerül sor. Az esetet paprikássá teszi még hogy a Pirelli a brit futamra új gumit akart bevezetni a panaszok miatt, amibe minden csapatnak bele kellett volna egyeznie. Ebbe a folyamatba sem a Lotus sem a Ferrari sem pedig a Force India nem ment bele. Emiatt a folyamat miatt a Red Bull főtervezője Adrian Newey a "gumiváltást" megbuktató csapatokat hibáztatja a versenyen látott defektek miatt.
Newey kijelentése után a gumiváltást megvétózó csapatok vezetői úgy nyilatkoztak, hogy biztonsági érdekű változtatásokba belemennek. Az F1 első számú embere Bernie Ecclestone megengedte hogy a továbbiakban újból lehet majd gumit tesztelni kikötések nélkül. Ez két három napig tartó tesztet jelentett amelyet akkor csinálhatnak amikor akarnak
A Pirelli végül bejelentette hogy a német nagydíjra új strapabíróbb gumik kerülnek és a magyar nagydíjon az idei és a tavalyi szerkezet keverékét vetik be.
Az első gumitesztet a 2013.július 17 és július 21 közötti ifjoncteszten tartották Silverstone-ban.

## Statisztikák
- Vezető helyen:
  - Lewis Hamilton : 8 kör (1-8)
  - Sebastian Vettel : 34 kör (8-42)
  - Nico Rosberg : 10 kör (42-52)
- Lewis Hamilton 28. pole-pozíciója.
- Nico Rosberg 3. győzelme.
- A Mercedes 12. győzelme.
- Mark Webber 16. leggyorsabb köre.
- A Williams 600. nagydíja.
- Nico Rosberg 8., Mark Webber 37., Fernando Alonso 91. dobogós helyezése.

## A világbajnokság állása a verseny után
| H   | Versenyzők       | Pont | H   | Konstruktőrök        | Pont |
| --- | ---------------- | ---- | --- | -------------------- | ---- |
| 1.  | Sebastian Vettel | 132  | 1.  | Red Bull-Renault     | 219  |
| 2.  | Fernando Alonso  | 111  | 2.  | Mercedes             | 171  |
| 3.  | Kimi Räikkönen   | 98   | 3.  | Ferrari              | 168  |
| 4.  | Lewis Hamilton   | 89   | 4.  | Lotus-Renault        | 124  |
| 5.  | Mark Webber      | 87   | 5.  | Force India-Mercedes | 59   |
| 6.  | Nico Rosberg     | 82   | 6.  | McLaren-Mercedes     | 37   |
| 7.  | Felipe Massa     | 57   | 7.  | Toro Rosso-Ferrari   | 24   |
| 8.  | Paul di Resta    | 36   | 8.  | Sauber-Ferrari       | 6    |
| 9.  | Romain Grosjean  | 26   | 9.  | Williams-Renault     | 0    |
| 10. | Jenson Button    | 25   | 10. | Marussia-Cosworth    | 0    |

(A teljes táblázat)